# Chapelle Saint-Éloi de Fontaine-la-Soret
La chapelle Saint-Éloi est un édifice roman des XIe et XIIe siècles consacré au culte catholique situé à Nassandres sur Risle, dans le département de l'Eure en Normandie. Elle fut la propriété pendant plusieurs siècles de l’abbaye du Bec qui l'incorpora, dès le XIIe siècle, dans le prieuré Saint Lambert. L'édifice fait l'objet d'une inscription  au titre des Monuments historiques depuis le 26 octobre 1936.

## Localisation
La chapelle Saint-Éloi se situe dans l'ancienne commune de Fontaine-la-Soret, devenue le 1er janvier 2017 une commune déléguée au sein de la commune nouvelle de Nassandres sur Risle. Elle s'élève dans l'Ouest du département de l'Eure, à l'extrémité est de la région naturelle du Lieuvin et à mi-chemin entre Brionne et Beaumont-le-Roger. Niché au cœur de la vallée de la Risle,
l'édifice borde la limite sud de la commune (au lieu-dit Malassis), à l’écart du bourg et en bordure d’un bois.

## Historique
La chapelle est construite au XIe siècle et est dédiée, dans un premier temps à saint Lambert.
En 1126, Guillaume de Tibouville  l'offre à l’abbaye du Bec ainsi que divers biens, dont son moulin de Malassis. Toutefois, il demande en échange qu'un prieuré y soit fondé.
L'installation des moines du Bec à Saint-Lambert se trouve retardée car le roi Henri Ier Beauclerc fait prisonnier Guillaume. Ce n'est qu'en 1139, après la mort de ce dernier (mais encore du vivant de sa mère Aldemodis), que la remise solennelle du prieuré et des autres biens cédés à l'abbaye du Bec a lieu. Cette cérémonie se déroule en présence de Thibaut, abbé du Bec récemment promu archevêque de Canterbury et de son successeur Letard, assistés des moines Richard, Taleran, Mulon, Gislebert, Gautier, Grimoult et
Henri et en présence des seigneurs Guillaume de Bigars et Guillaume de Piencourt.
À partir de 1495, le nom de saint Éloi apparaît et, peu à peu, il
s'impose comme titulaire de la chapelle.
À la fin du XVIe siècle, la chapelle est transformée en 
léproserie sous le nom de Saint-Éloi de Nassandres.
Après la Révolution française, vers 1794, le prieuré et la chapelle sont vendus comme biens nationaux. C'est à partir de cette époque que la chapelle devient l'objet d'un pèlerinage local.
En 1833, la chapelle est acquise par la nièce de Mme Juliette Récamier, Amélie Lenormant, née Cyvoct, mariée à l'archéologue Charles Lenormant. Ce dernier annonce un jour avoir découvert des vestiges d'un
cimetière mérovingien contenant des inscriptions d'un très grand intérêt sur les origines chrétiennes du diocèse d'Évreux. Ces   « inscriptions » en caractères runiques sont publiées par Edmont Leblant dans son Recueil des inscriptions chrétiennes de la Gaule, entraînant dans le piège nombre
d'archéologues. Cependant, une enquête menée par une commission de la Société libre d'agriculture, sciences, arts et lettres de l'Eure met au jour la supercherie, commise apparemment par le jeune François Lenormant, fils de Charles.
La chapelle et le domaine qui l'entoure constituent aujourd'hui une propriété privée.

## Architecture
La chapelle, d'architecture romane, est orientée et présente un plan allongé. Surmontée par une toiture à double pente, elle mesure environ six mètres de long. Elle se compose d'un chœur du XIIe siècle, et d'une abside en hémicycle. Celle-ci date de la seconde moitié du XIe siècle et se divise en deux travées. Elle est bâtie  en moellons mélangés de briques revêtues d’un crépi ocre rouge primitif. Trois colonnes engagées et aux joints épais servent de contrefort. Celle du centre est surmontée d’une fenêtre romane décorée d’un sourcil et d’une colonne méplate. Une corniche entoure l’abside qui est recouverte d’une voûte en cul-de-four,,.
La façade Nord, construite en blocage de silex, est soutenue par un contrefort roman et percée par une petite fenêtre cintrée,. Quant à la façade Sud, elle est épaulée par deux contreforts élevés à la fin du XVe siècle et percée de deux baies en arc brisé ornées de voussures. Enfin, la façade Ouest est plate, à pignon. Elle est percée d’une porte dont l’encadrement forme un arc en plein cintre. Cette porte est elle-même inscrite dans un arc en plein cintre mouluré.
Un réservoir de forme carré accessible via des marches recueille l’eau d'une source qui jaillit à un mètre de profondeur devant l'entrée de la chapelle,,.
Enfin, vis-à-vis de la chapelle, se trouve une petite construction romane englobée dans une maison du XVIe siècle.

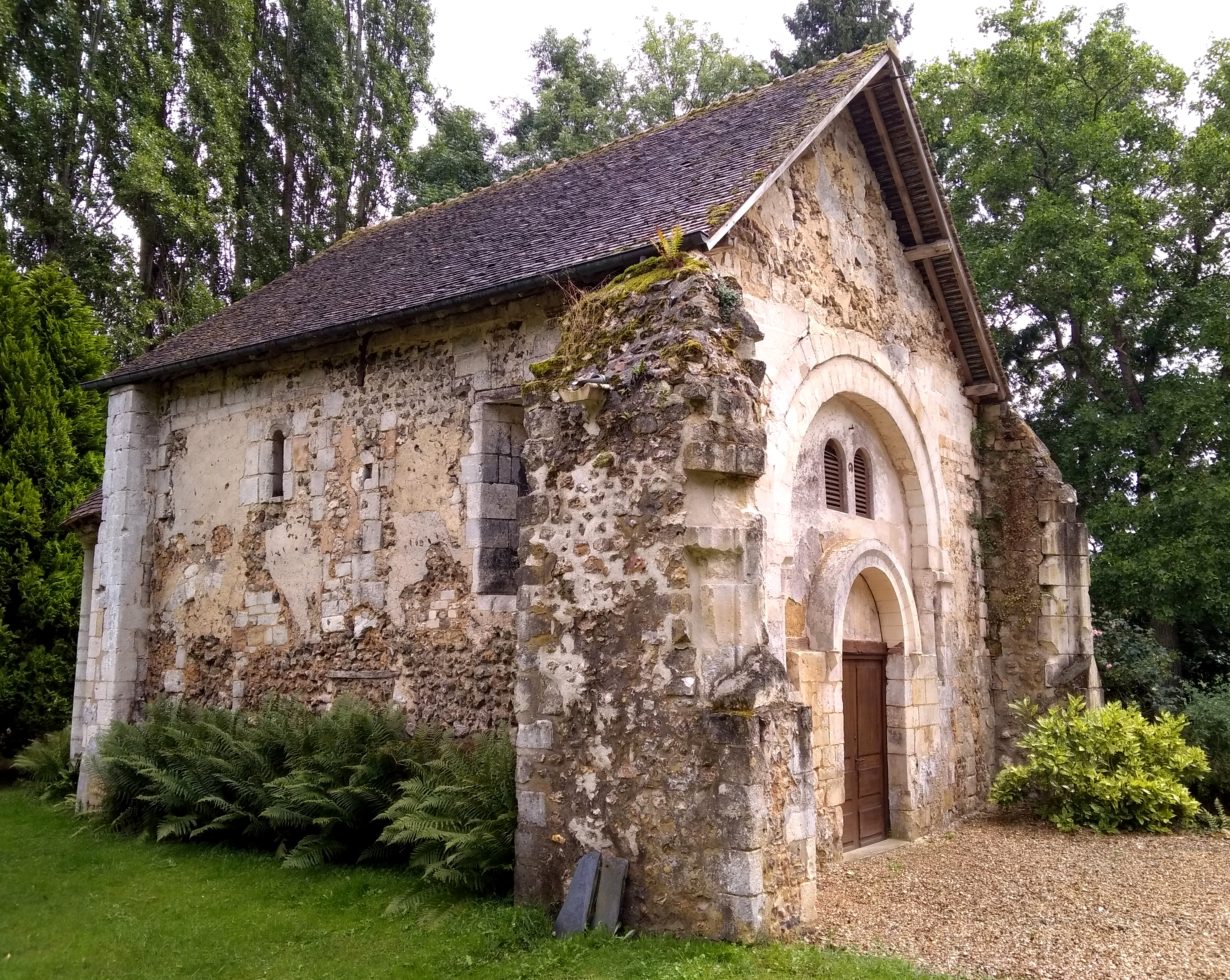
Chapelle Saint-Éloi, façade nord.
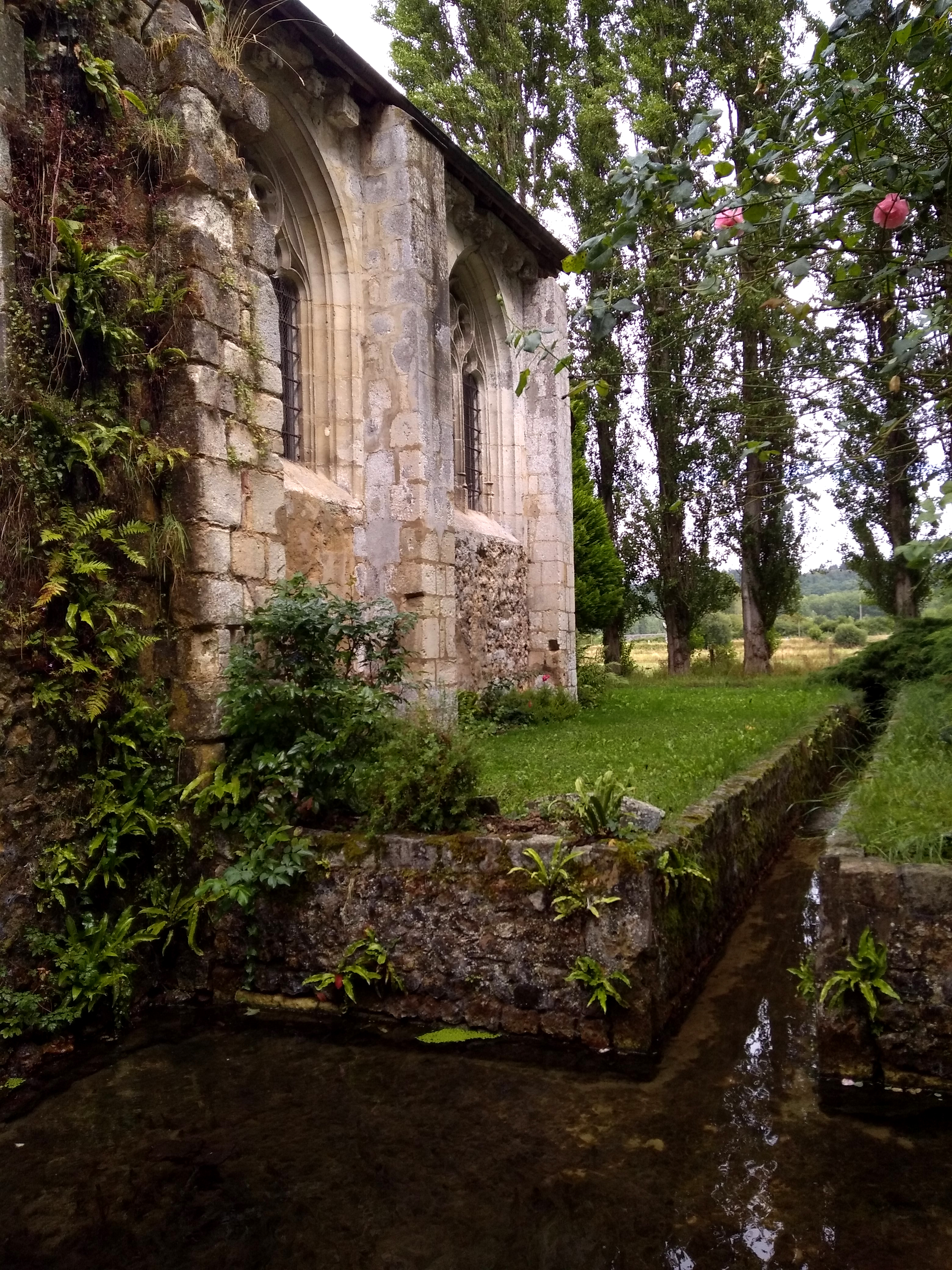
Chapelle Saint-Éloi, façade sud.
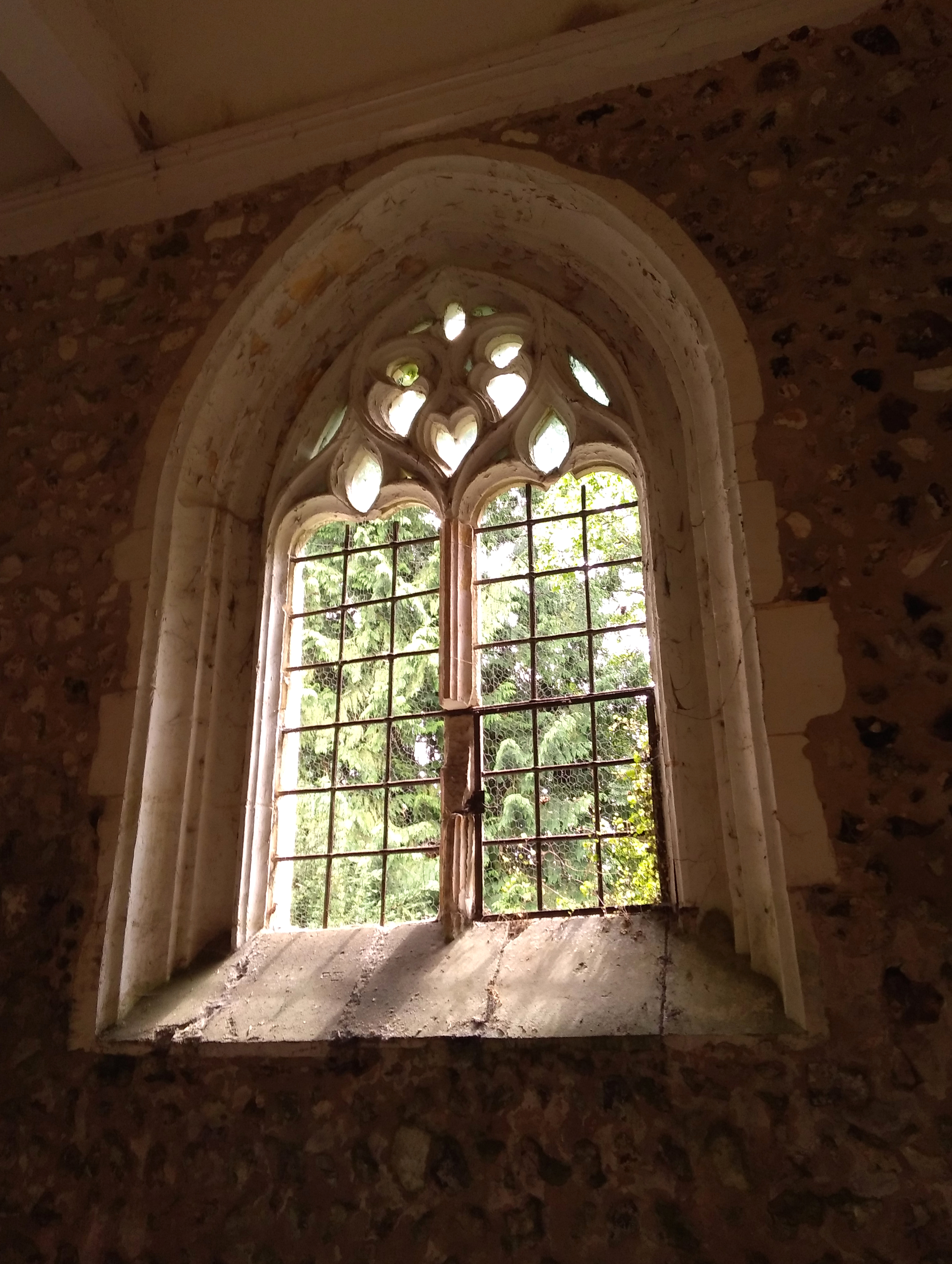
Fenêtre de la Chapelle Saint-Éloi.
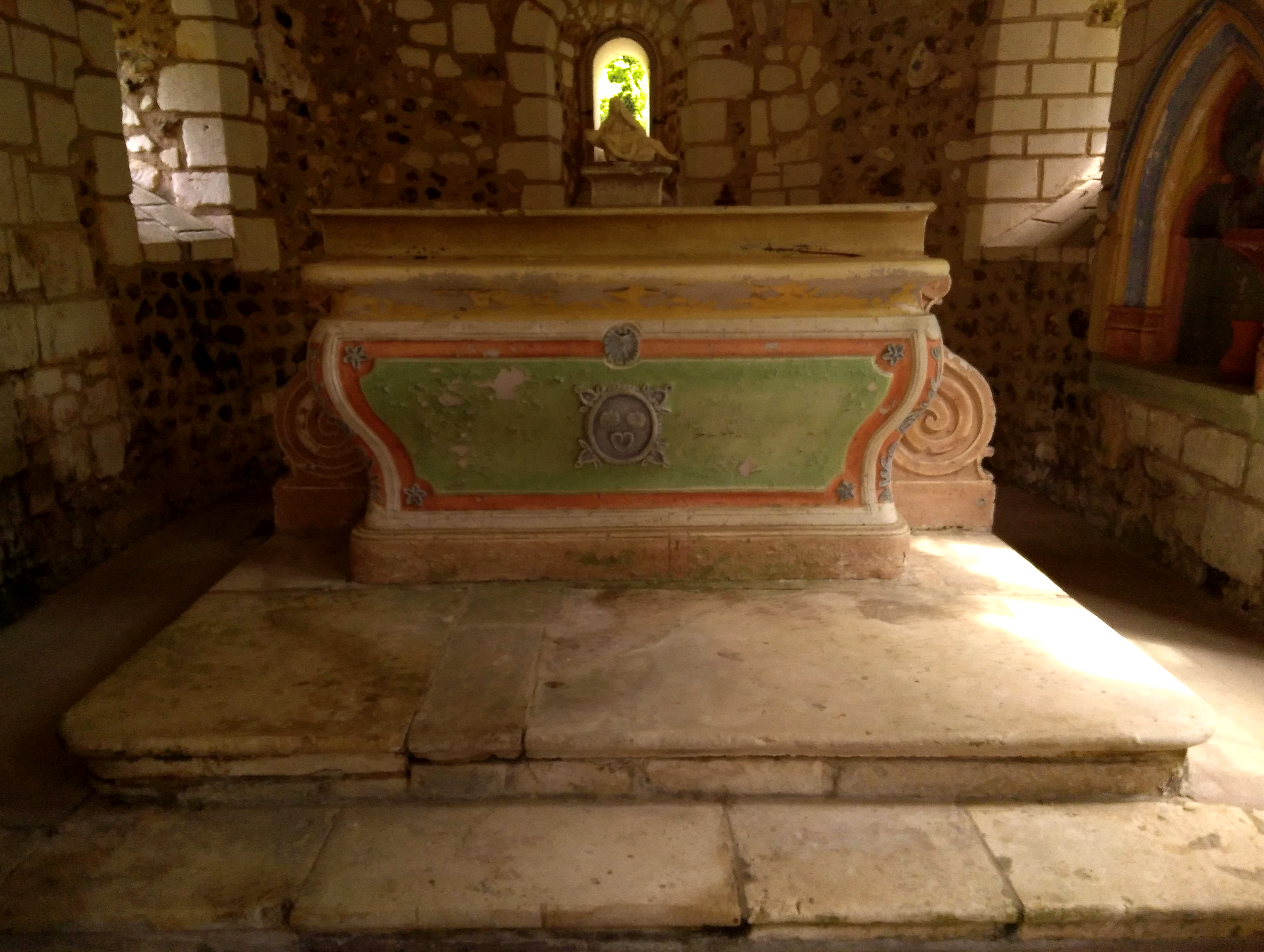
Autel de la chapelle Saint-Éloi.

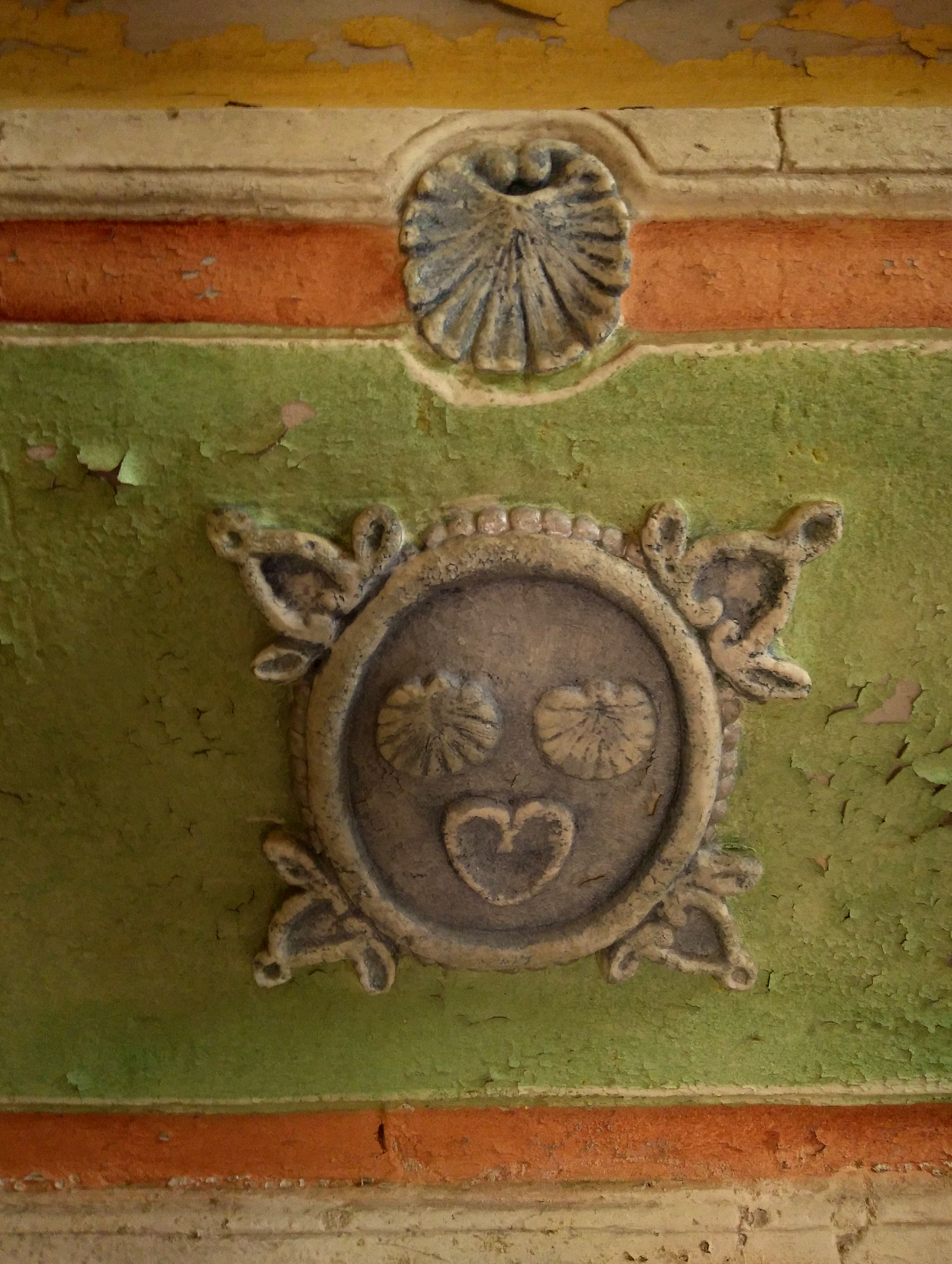
Détail de l'autel de la chapelle Saint-Éloi.
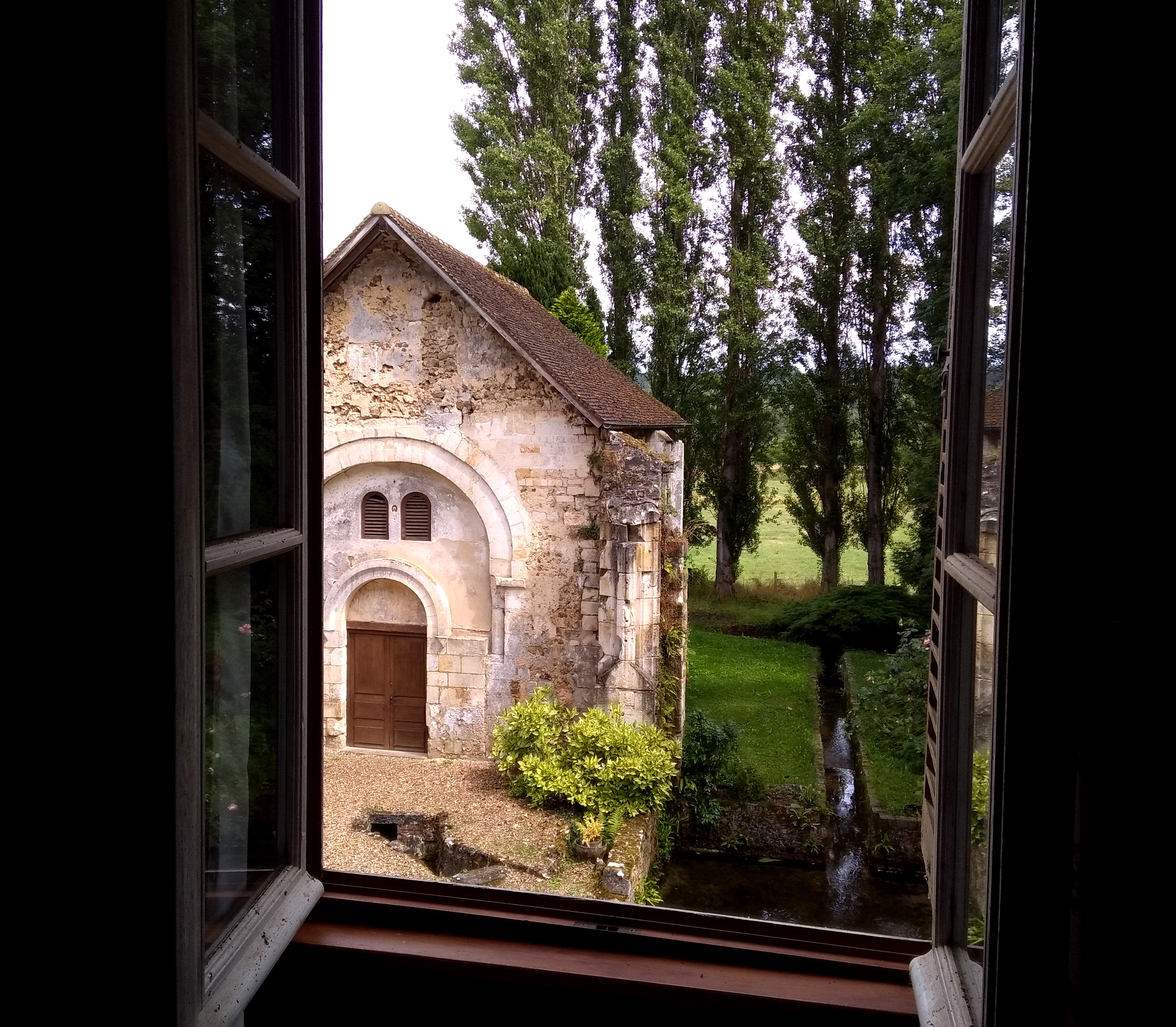
Chapelle Saint-Éloi, vue d'une fenêtre du manoir Saint Lambert de Malassis.
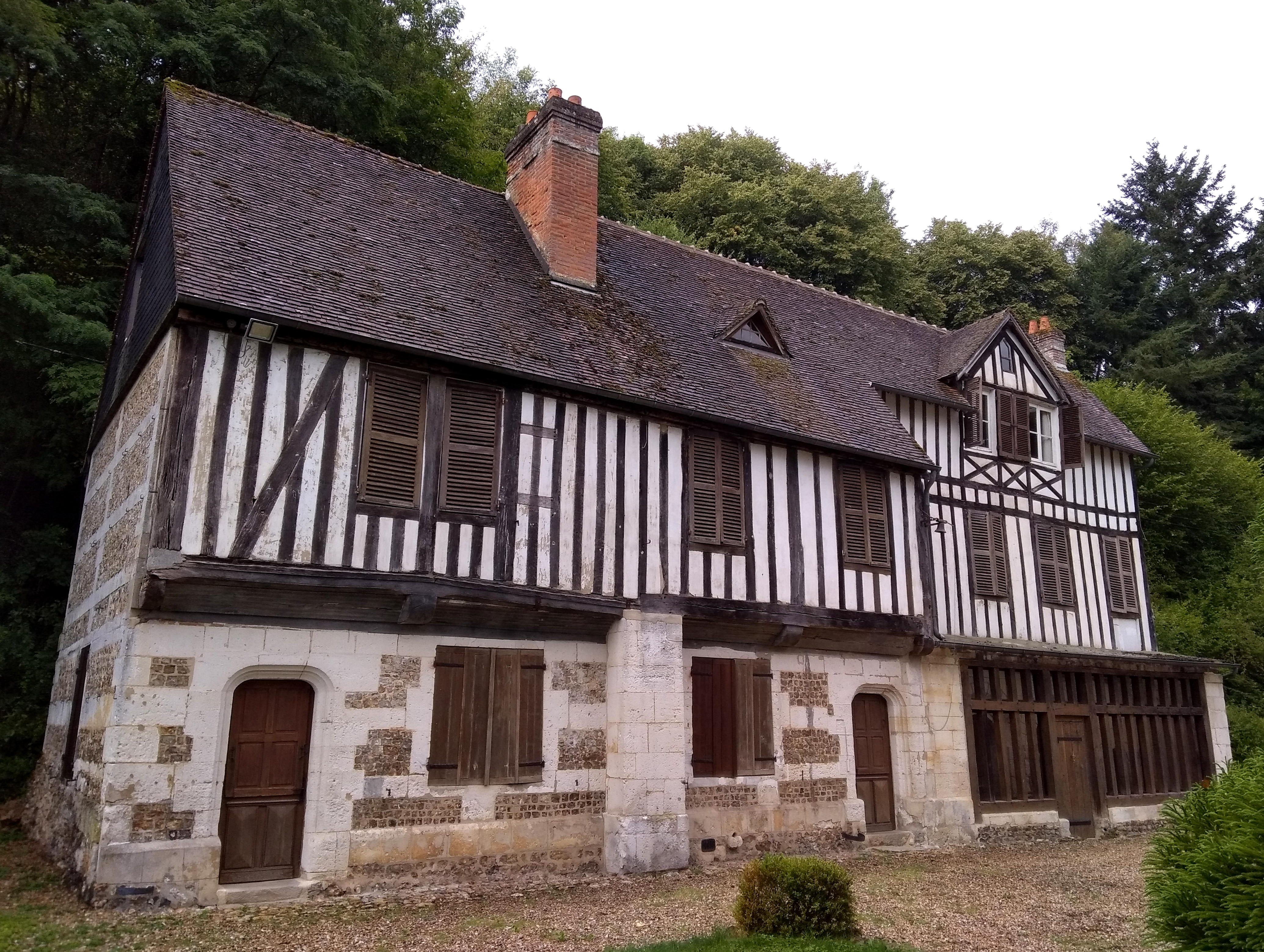
Manoir Saint Lambert de Malassis.
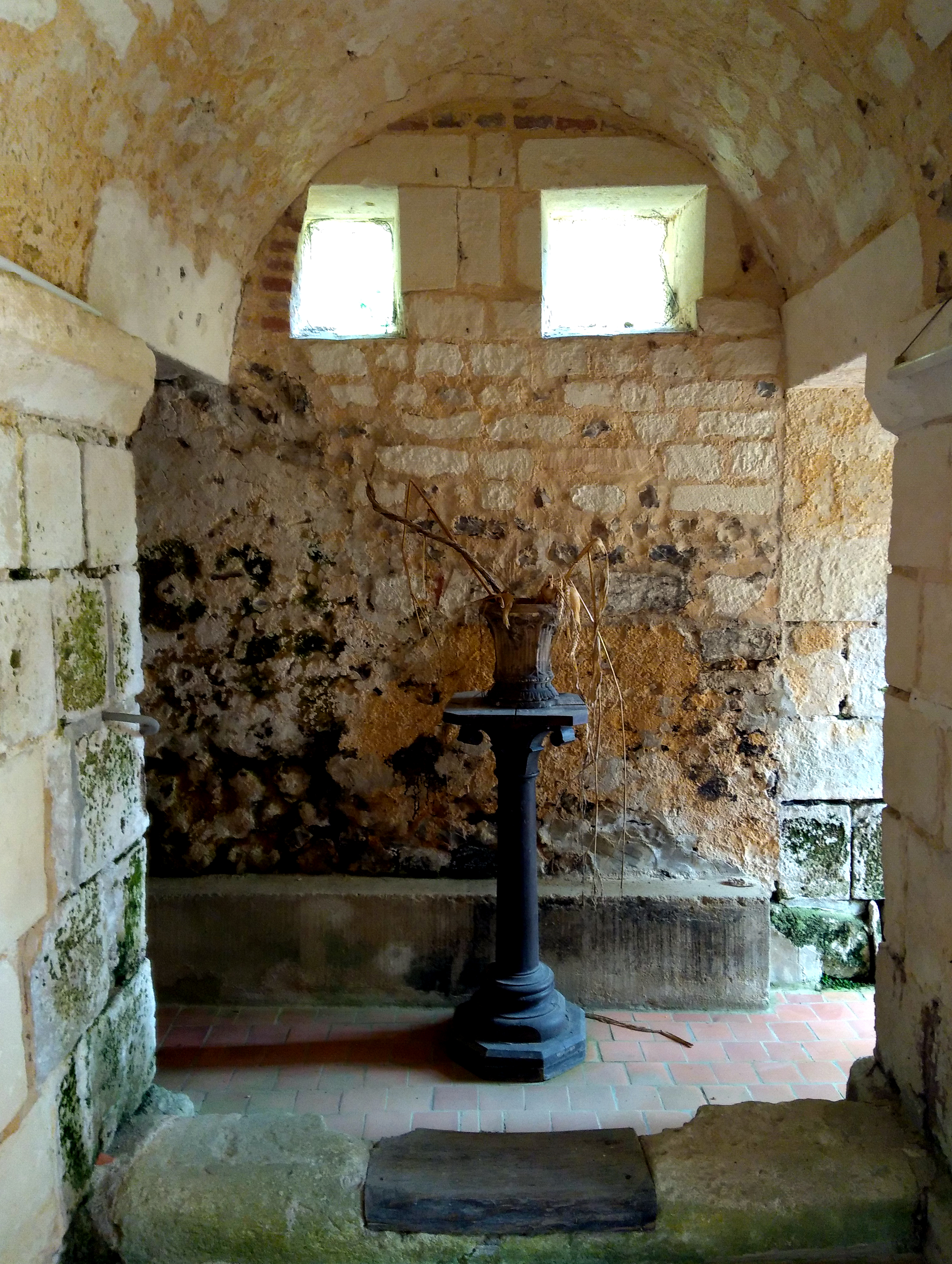
Manoir Saint Lambert de Malassis. Vestiges du Prieuré.

## Mobilier
La chapelle Saint-Éloi conserve une Vierge à l’enfant en pierre du XIVe siècle et une statue de saint Lambert en bois du XVIe siècle,.

## Protection
La chapelle fait l'objet d'une inscription  au titre des Monuments historiques depuis le 26 octobre 1936.